# كهف سانديا
كهف سانديا (بالإنجليزية: Sandia Cave)‏؛ هو كهف يقع في مقاطعة ساندوفال في الولايات المتحدة.

## السياحة
يعد «كهف سانديا» أحد مواقع الجذب السياحي في مقاطعة ساندوفال في ولاية نيومكسيكو الأمريكية.